# Чажув
Чажув (пол. Czażów) — село в Польщі, у гміні Васнюв Островецького повіту Свентокшиського воєводства.
Населення — 143 особи (2011).
У 1975-1998 роках село належало до Келецького воєводства.

## Демографія
Демографічна структура на день 31 березня 2011 року:
|          | Загалом | Допрацездатний вік | Працездатний вік | Постпрацездатний вік |
| -------- | ------- | ------------------ | ---------------- | -------------------- |
| Чоловіки | 73      | 21                 | 42               | 10                   |
| Жінки    | 70      | 14                 | 35               | 21                   |
| Разом    | 143     | 35                 | 77               | 31                   |